# 374P/Larson
374P/Larson è una cometa periodica appartenente alla famiglia delle comete gioviane. La cometa è stata scoperta l'8 novembre 2007, ma già all'annuncio della scoperta erano state trovate immagini di prescoperta risalenti fino al 10 settembre 2007; la sua riscoperta il 18 agosto 2018 ha permesso di numerarla.
Unica caratteristica di questa cometa è di avere una MOID molto piccola col pianeta Giove: la cometa il 13 marzo 1922 ha avuto un incontro estremamente ravvicinato con Giove passando a sole 0,070 ua di distanza entrando quindi nella sua sfera di Hill; il 18 aprile 2076 i due corpi celesti passeranno a 0,426 ua di distanza.